# Caren Denner
Caren Denner (* 21. Mai 1962 in Birkenfeld) ist eine deutsche Juristin und Polizeipräsidentin in Karlsruhe. Seit der Polizeireform 2014 ist sie die erste Frau in diesem Spitzenamt in Baden-Württemberg.

## Leben

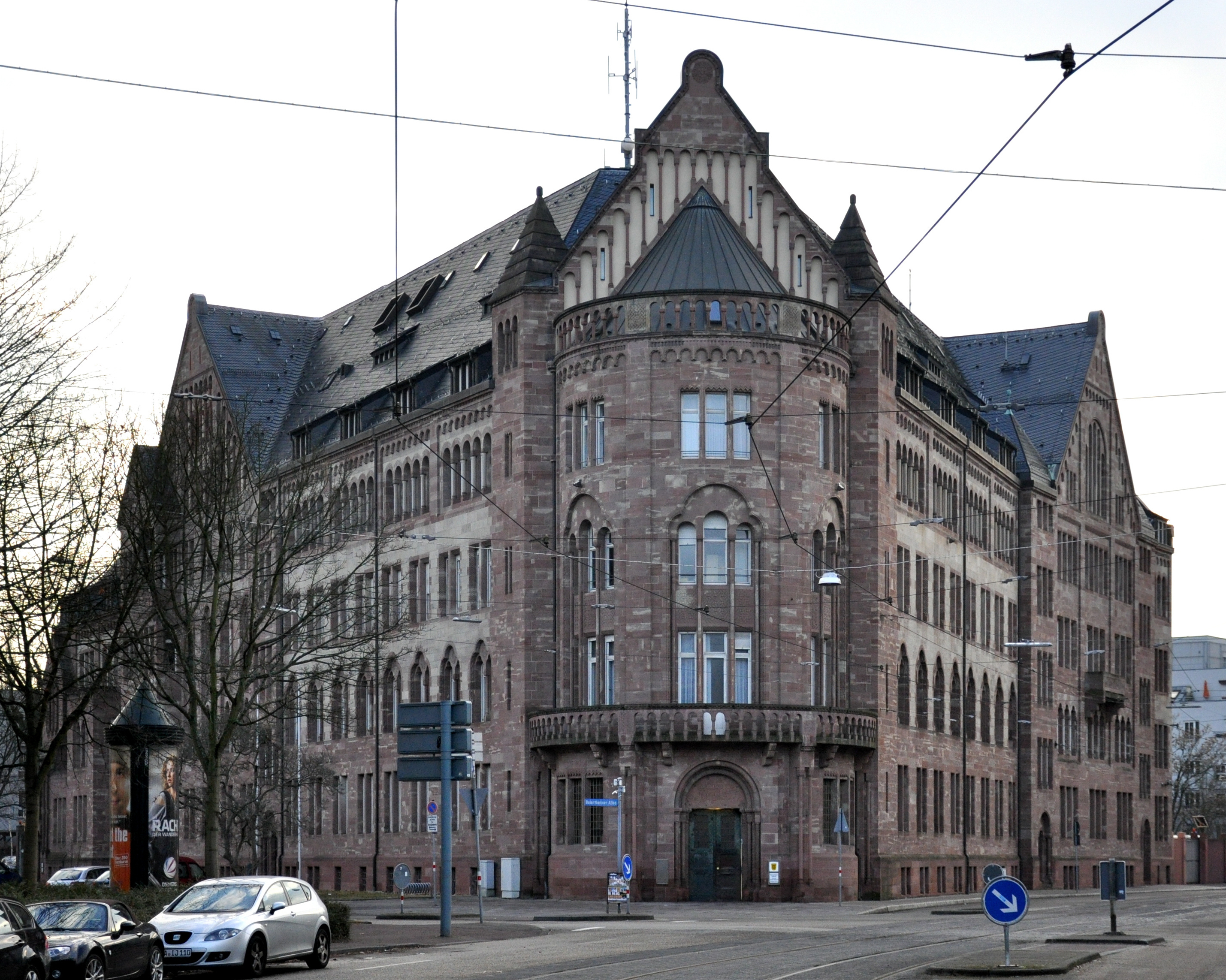
Der Arbeitsplatz von Caren Denner: Das Karlsruher Polizeipräsidium

Caren Denner wurde am 21. Mai 1962 in Birkenfeld im Enzkreis geboren. Sie absolvierte von 1981 bis 1990 ein Studium der Rechtswissenschaften in Mannheim und Freiburg im Breisgau. Im Jahr 1990 begann sie ihre berufliche Laufbahn als Referentin am Regierungspräsidium Karlsruhe und wechselte 1992 als Referentin zum Innenministerium Baden-Württemberg.
Ab 2002 war Denner im Regierungspräsidium Stuttgart als stellvertretende Leiterin des Referats Öffentliche Sicherheit und Leiterin der Abteilung Verwaltung/Landespolizeidirektion tätig und wurde im Jahr 2005 zur Leiterin des Referats Polizeirecht und stellvertretende Leiterin der Abteilung 6/Landespolizeidirektion ernannt.
Nach ihrer Rückkehr zum Regierungspräsidium Karlsruhe im Jahr 2009 leitete sie dort nacheinander die Referate Verkehr (ab 2009), Asylrecht (ab 2010) und Ausweisungen (ab 2011). Im Jahr 2011 wurde sie Polizeipräsidentin in Mannheim, wurde jedoch im Rahmen der Polizeistrukturreform im Jahr 2014 zur Stellvertreterin des neu ernannten Polizeipräsidenten Thomas Köber zurückgestuft, da nach der damals geltenden Neuregelung nur Polizisten dieses Amt innehaben durften.

Nach dem Weggang ihres Vorgängers Günther Freisleben im Dezember 2017 wurde Denner im Jahr 2018 nach einem Kabinettsbeschluss zur neuen Leiterin des Polizeipräsidiums Karlsruhe berufen, des größten Polizeipräsidiums in Baden-Württemberg. Sie ist die einzige Frau, die eines der dreizehn baden-württembergischen Polizeipräsidien leitet. Denner hat ihr Amt an ihrem Wohnort Karlsruhe offiziell am 1. Juli 2018 angetreten. Sie ist Chefin von 2.800 Beschäftigten, die für die Sicherheit von ca. 1,2 Millionen Menschen verantwortlich sind. Anlässlich ihrer Ernennung äußerte sich der baden-württembergische Innenminister Thomas Strobl wie folgt: 

„Caren Denner hat in unterschiedlichen Leitungsfunktionen bereits ihre hohe Qualifikation als Führungskraft bewiesen. Ich freue mich sehr über das Ergebnis des Auswahlverfahrens. Die Landespolizei wird insgesamt immer weiblicher – und es ist wunderbar, dass eine hoch qualifizierte Frau jetzt auch in einem absoluten Spitzenamt ist.“